# Norway Chess
A Norway Chess egy 2013 óta évente hagyományosan megrendezett sakktorna Stavangerben a világ legerősebbek közé tartozó tíz játékosának részvételével, amely egy villámversenyt és egy klasszikus időbeosztáson alapuló körmérkőzéses versenyt foglal magába. 2015-ben a Grand Chess Tour versenysorozat része volt.
Az első tornán 2013-ban a villám- és a klasszikus időbeosztású versenyen egyaránt az orosz Szergej Karjakin győzött.

## A győztesek
| # | Év   | Győztes (klasszikus)           | Győztes (villám)               |
| - | ---- | ------------------------------ | ------------------------------ |
| 1 | 2013 | Szergej Karjakin (Oroszország) | Szergej Karjakin (Oroszország) |
| 2 | 2014 | Szergej Karjakin (Oroszország) | Magnus Carlsen (Norvégia)      |
| 3 | 2015 | Veszelin Topalov (Bulgária)    | nem rendezték meg              |
| 4 | 2016 | Magnus Carlsen (Norvégia)      | Magnus Carlsen (Norvégia)      |
| 5 | 2017 | Levon Aronján (Örményország)   | Magnus Carlsen (Norvégia)      |

## A tornák

### 2013-as Norway Chess
A 2013-as torna minden idők egyik legerősebb versenye volt, amelyen a világranglista első nyolc helyezettje elindult. Őket egészítette ki a kínai bajnok Vang Hao, a világranglista 16. helyezettje, valamint a feltörekvő norvég tehetség Jon Ludvig Hammer.  A torna kezdete előtt néhány héttel Vlagyimir Kramnyik sűrű programjára hivatkozva lemondta a részvételt, helyét a világranglista 9. helyezettje, Pjotr Szvidler vette át.
A versenyt 2013. május 7−18. között Stavangerben és környékén több helyszínen rendezték. A verseny költségvetése 5 millió norvég korona, körülbelül 672 000 euró volt.

#### A villámverseny
A villámverseny célja annak eldöntése, hogy a sorsolási táblán ki melyik helyet foglalja el. A versenyt Karjakin nyerte, és ő az 5-ös rajtszámot választotta.
| H. | Versenyző                       | Villáms. Élő-p. | 1 | 2 | 3 | 4 | 5 | 6 | 7 | 8 | 9 | 10 | Pont |
| -- | ------------------------------- | --------------- | - | - | - | - | - | - | - | - | - | -- | ---- |
| 1  | Szergej Karjakin (Oroszország)  | 2873            | X | 1 | 0 | 1 | 0 | 1 | 1 | 1 | ½ | 1  | 6,5  |
| 2  | Magnus Carlsen (Norvégia)       | 2856            | 0 | X | ½ | 1 | 1 | 0 | 1 | ½ | 1 | 1  | 6    |
| 3  | Visuvanádan Ánand (India)       | 2783            | 1 | ½ | X | 0 | 1 | 1 | 0 | 1 | 1 | ½  | 6    |
| 4  | Nakamura Hikaru (USA)           | 2844            | 0 | 0 | 1 | X | ½ | ½ | 1 | 1 | 1 | 1  | 6    |
| 5  | Pjotr Szvidler (Oroszország)    | 2757            | 1 | 0 | 0 | ½ | X | 1 | 1 | 0 | 1 | 1  | 5,5  |
| 6  | Tejmur Radzsabov (Azerbajdzsán) | 2755            | 0 | 1 | 0 | ½ | 0 | X | ½ | 1 | 1 | 1  | 5    |
| 7  | Jon Ludvig Hammer (Norvégia)    | 2608            | 0 | 0 | 1 | 0 | 0 | ½ | X | 1 | ½ | ½  | 3,5  |
| 8  | Vang Hao (Kína)                 | 2698            | 0 | ½ | 0 | 0 | 1 | 0 | 0 | X | ½ | 1  | 3    |
| 9  | Levon Aronján (Örményország)    | 2817            | ½ | 0 | 0 | 0 | 0 | 0 | ½ | ½ | X | 1  | 2,5  |
| 10 | Veszelin Topalov (Bulgária)     | 2666            | 0 | 0 | ½ | 0 | 0 | 0 | 0 | ½ | 0 | X  | 1    |

#### A klasszikus verseny
| H. | Versenyző                       | Élő-p. (No.) | 1 | 2 | 3 | 4 | 5 | 6 | 7 | 8 | 9 | 10 | Pont | SB    |
| -- | ------------------------------- | ------------ | - | - | - | - | - | - | - | - | - | -- | ---- | ----- |
| 1  | Szergej Karjakin (Oroszország)  | 2767 (10)    | X | 0 | 1 | 0 | 1 | ½ | 1 | ½ | 1 | 1  | 6    | 24,00 |
| 2  | Magnus Carlsen (Norvégia)       | 2868 (1)     | 1 | X | ½ | ½ | ½ | ½ | 0 | ½ | 1 | 1  | 5,5  | 22,75 |
| 3  | Nakamura Hikaru (USA)           | 2775 (7)     | 0 | ½ | X | ½ | 0 | 1 | 1 | ½ | 1 | 1  | 5,5  | 21,25 |
| 4  | Pjotr Szvidler (Oroszország)    | 2769 (9)     | 1 | ½ | ½ | X | ½ | ½ | 0 | ½ | ½ | 1  | 5    | 21,50 |
| 5  | Levon Aronján (Örményország)    | 2813 (2)     | 0 | ½ | 1 | ½ | X | ½ | ½ | ½ | ½ | 1  | 5    | 20,50 |
| 6  | Visuvanádan Ánand (India)       | 2783 (5)     | ½ | ½ | 0 | ½ | ½ | X | 0 | 1 | 1 | 1  | 5    | 19,25 |
| 7  | Vang Hao (Kína)                 | 2743 (16)    | 0 | 1 | 0 | 1 | ½ | 1 | X | ½ | ½ | 0  | 4,5  | 21,50 |
| 8  | Veszelin Topalov (Bulgária)     | 2793 (4)     | ½ | ½ | ½ | ½ | ½ | 0 | ½ | X | ½ | ½  | 4    | 18,00 |
| 9  | Tejmur Radzsabov (Azerbajdzsán) | 2745 (14)    | 0 | 0 | 0 | ½ | ½ | 0 | ½ | ½ | X | 1  | 3    | 10,75 |
| 10 | Jon Ludvig Hammer (Norvégia)    | 2608 (197)   | 0 | 0 | 0 | 0 | 0 | 0 | 1 | ½ | 0 | X  | 1,5  | 6,50  |

### 2014-es Norway Chess
A 2014-es tornát június 2−13. között rendezték.

#### A villámverseny
| H. | Versenyző                         | Villáms. Élő-p. | 1 | 2 | 3 | 4 | 5 | 6 | 7 | 8 | 9 | 10 | Pont |
| -- | --------------------------------- | --------------- | - | - | - | - | - | - | - | - | - | -- | ---- |
| 1  | Magnus Carlsen (Norvégia)         | 2837            | X | ½ | 1 | ½ | 1 | 1 | ½ | 1 | 1 | 1  | 7,5  |
| 2  | Levon Aronján (Örményország)      | 2863            | ½ | X | 0 | ½ | 1 | 1 | 1 | ½ | 1 | 1  | 6,5  |
| 3  | Szergej Karjakin (Oroszország)    | 2866            | 0 | 1 | X | 0 | ½ | 0 | 1 | 1 | 1 | 1  | 5,5  |
| 4  | Alekszandr Griscsuk (Oroszország) | 2801            | ½ | ½ | 1 | X | ½ | 0 | 1 | 1 | ½ | ½  | 5,5  |
| 5  | Pjotr Szvidler (Oroszország)      | 2757            | 0 | 0 | ½ | ½ | X | 1 | 0 | 1 | 1 | 1  | 5    |
| 6  | Anish Giri (Hollandia)            | 2755            | 0 | 0 | 1 | 1 | 0 | X | 1 | 0 | ½ | 1  | 4,5  |
| 7  | Vlagyimir Kramnyik (Oroszország)  | 2782            | ½ | 0 | 0 | 0 | 1 | 0 | X | ½ | ½ | 1  | 3,5  |
| 8  | Fabiano Caruana (Olaszország)     | 2697            | 0 | ½ | 0 | 0 | 0 | 1 | ½ | X | ½ | 1  | 3,5  |
| 9  | Veszelin Topalov (Bulgária)       | 2666            | 0 | 0 | 0 | ½ | 0 | ½ | ½ | ½ | X | 0  | 2    |
| 10 | Simen Agdestein (Norvégia)        | 2577            | 0 | 0 | 0 | ½ | 0 | 0 | 0 | 0 | 1 | X  | 1,5  |

#### A klasszikus verseny
| H. | Versenyző                         | Élő-p. | 1 | 2 | 3 | 4 | 5 | 6 | 7 | 8 | 9 | 10 | Pont | SB    |
| -- | --------------------------------- | ------ | - | - | - | - | - | - | - | - | - | -- | ---- | ----- |
| 1  | Szergej Karjakin (Oroszország)    | 2771   | X | ½ | 1 | 1 | ½ | 0 | ½ | 1 | 1 | ½  | 6    | 26,25 |
| 2  | Magnus Carlsen (Norvégia)         | 2881   | ½ | X | ½ | ½ | ½ | 1 | ½ | ½ | ½ | 1  | 5,5  | 23,50 |
| 3  | Alekszandr Griscsuk (Oroszország) | 2792   | 0 | ½ | X | 0 | 1 | 1 | ½ | ½ | 1 | ½  | 5    | 21,00 |
| 4  | Fabiano Caruana (Olaszország)     | 2791   | 0 | ½ | 1 | X | ½ | ½ | 1 | ½ | 0 | ½  | 4,5  | 19,75 |
| 5  | Veszelin Topalov (Bulgária)       | 2772   | ½ | ½ | 0 | ½ | X | ½ | ½ | 0 | 1 | 1  | 4,5  | 19,50 |
| 6  | Levon Aronján (Örményország)      | 2815   | 1 | 0 | 0 | ½ | ½ | X | ½ | ½ | ½ | ½  | 4    | 18,25 |
| 7  | Pjotr Szvidler (Oroszország)      | 2753   | ½ | ½ | ½ | 0 | ½ | ½ | X | ½ | ½ | ½  | 4    | 18,25 |
| 8  | Anish Giri (Hollandia)            | 2752   | 0 | ½ | ½ | ½ | 1 | ½ | ½ | X | 0 | ½  | 4    | 17,75 |
| 9  | Vlagyimir Kramnyik (Oroszország)  | 2783   | 0 | ½ | 0 | 1 | 0 | ½ | ½ | 1 | X | ½  | 4    | 17,00 |
| 10 | Simen Agdestein (Norvégia)        | 2628   | ½ | 0 | ½ | ½ | 0 | ½ | ½ | ½ | ½ | X  | 3,5  | 15.75 |

### Norway Chess 2015
A 2015-ös torna a Grand Chess Tour (GCT) három szupertornából álló versenysorozat első állomása volt, amelyet 2015. június 15−26. között rendeztek meg. A versenysorozaton a világranglista első 10 helyezettjéből nyolcan vettek részt. A tornát a GCT szabályai szerint rendezték, így ebben az évben a sorsolási számokért villámversenyre nem került sor.

#### A klasszikus verseny
| H. | Versenyző                              | Élő-p. | 1 | 2 | 3 | 4 | 5 | 6 | 7 | 8 | 9 | 10 | Pont | Telj. ért. |
| -- | -------------------------------------- | ------ | - | - | - | - | - | - | - | - | - | -- | ---- | ---------- |
| 1  | Veszelin Topalov (Bulgária)            | 2798   | X | ½ | ½ | 0 | ½ | 1 | 1 | 1 | 1 | 1  | 6,5  | 2946       |
| 2  | Visuvanádan Ánand (India)              | 2804   | ½ | X | ½ | ½ | ½ | 1 | 1 | ½ | ½ | 1  | 6,0  | 2899       |
| 3  | Nakamura Hikaru (USA)                  | 2802   | ½ | ½ | X | ½ | 1 | ½ | ½ | ½ | 1 | 1  | 6,0  | 2900       |
| 4  | Anish Giri (Hollandia)                 | 2773   | 1 | ½ | ½ | X | ½ | ½ | ½ | 1 | ½ | ½  | 5,5  | 2861       |
| 5  | Fabiano Caruana (Olaszország)          | 2805   | ½ | ½ | 0 | ½ | X | ½ | 1 | ½ | 0 | ½  | 4,0  | 2741       |
| 6  | Maxime Vachier-Lagrave (Franciaország) | 2723   | 0 | 0 | ½ | ½ | ½ | X | ½ | ½ | 1 | ½  | 4,0  | 2749       |
| 7  | Magnus Carlsen (Norvégia)              | 2876   | 0 | 0 | ½ | ½ | 0 | ½ | X | 1 | 1 | 0  | 3,5  | 2693       |
| 8  | Alekszandr Griscsuk (Oroszország)      | 2781   | 0 | ½ | ½ | 0 | ½ | ½ | 0 | X | ½ | 1  | 3.5  | 2704       |
| 9  | Levon Aronján (Örményország)           | 2780   | 0 | ½ | 0 | ½ | 1 | 0 | 0 | ½ | X | ½  | 3.0  | 2662       |
| 10 | Jon Ludvig Hammer (Norvégia)           | 2677   | 0 | 0 | 0 | ½ | ½ | ½ | 1 | 0 | ½ | X  | 3.0  | 2674       |

### 2016-os Norway chess
A negyedik Norway Chess tornát 2016. április 18−30. között rendezték meg. Kilenc nagymester meghívása mellett a szabadkártyát jelentő helyért külön két szakaszból álló kvalifikációs versenyt írtak ki, amelyre 2016. március 23−26 között került sor. Az első szakaszban a négy versenyző körmérkőzésen klasszikus időbeosztású játszmákat játszott, amelyeken a győzelemért 3, a döntetlenért 1, a vereségért 0 pontot adtak. A második szakaszban körmérkőzésen rapidjátszmákat játszottak, itt a győzelemért 2, a döntetlenért 1, a vereségért 0 pont járt. A végső sorrendet a két szakaszban szerzett pontok összege adta.

#### A kvalifikációs verseny
| H. | Versenyző                    | Élő-p. | 1 | 2 | 3 | 4 | Pont |
| -- | ---------------------------- | ------ | - | - | - | - | ---- |
| 1  | Nils Grandelius (Svédország) | 2646   | X | 3 | 1 | 3 | 7    |
| 2  | Jon Ludvig Hammer (Norvégia) | 2701   | 0 | X | 3 | 3 | 6    |
| 3  | Hou Ji-fan (Kína)            | 2667   | 1 | 0 | X | 1 | 2    |
| 4  | Aryan Tari (Norvégia)        | 2553   | 0 | 0 | 1 | X | 1    |
| H. | Versenyző                    | Élő-p. | 1 | 2 | 3 | 4 | Pont |
| -- | ---------------------------- | ------ | - | - | - | - | ---- |
| 1  | Nils Grandelius (Svédország) | 2598   | X | 2 | 2 | 1 | 5    |
| 2  | Hou Ji-fan (Kína)            | 2625   | 0 | X | 2 | 2 | 4    |
| 3  | Jon Ludvig Hammer (Norvégia) | 2620   | 0 | 0 | X | 2 | 2    |
| 4  | Aryan Tari (Norvégia)        | 2532   | 1 | 0 | 0 | X | 1    |
| H. | Versenyző                    | Élő-p. | Első szakasz | Második szakasz | Összpont |
| -- | ---------------------------- | ------ | ------------ | --------------- | -------- |
| 1  | Nils Grandelius (Svédország) | 2646   | 7            | 5               | 12       |
| 2  | Jon Ludvig Hammer (Norvégia) | 2701   | 6            | 2               | 8        |
| 3  | Hou Ji-fan (Kína)            | 2667   | 2            | 4               | 6        |
| 4  | Aryan Tari (Norvégia)        | 2553   | 1            | 1               | 2        |

#### A villámverseny
A villámverseny első öt helyezettje eggyel több alkalommal játszhatott a klasszikus időbeosztású versenyen világos színnel.
| H. | Versenyző                              | Villáms. Élő-p. | 1 | 2 | 3 | 4 | 5 | 6 | 7 | 8 | 9 | 10 | Pont | Telj. ért. |
| -- | -------------------------------------- | --------------- | - | - | - | - | - | - | - | - | - | -- | ---- | ---------- |
| 1  | Magnus Carlsen (Norvégia)              | 2890            | X | 0 | 1 | 1 | 1 | 1 | 1 | ½ | 1 | 1  | 7,5  | 3040       |
| 2  | Anish Giri (Hollandia)                 | 2793            | 1 | X | 0 | ½ | ½ | 1 | ½ | 1 | 1 | 1  | 6,5  | 2933       |
| 3  | Maxime Vachier-Lagrave (Franciaország) | 2872            | 0 | 1 | X | ½ | ½ | 1 | 0 | 1 | 1 | 1  | 6,0  | 2888       |
| 4  | Vlagyimir Kramnyik (Oroszország)       | 2817            | 0 | ½ | ½ | X | ½ | 1 | 1 | ½ | 1 | 1  | 6,0  | 2886       |
| 5  | Levon Aronján (Örményország)           | 2814            | 0 | ½ | ½ | ½ | X | 1 | ½ | ½ | ½ | ½  | 4,5  | 2769       |
| 6  | Pendjála Harikrisna (India)            | 2774            | 0 | 0 | 0 | 0 | 0 | X | 1 | 1 | 1 | 1  | 4,0  | 2733       |
| 7  | Veszelin Topalov (Bulgária)            | 2647            | 0 | ½ | 1 | 0 | ½ | 0 | X | ½ | 0 | ½  | 3,0  | 2652       |
| 8  | Nils Grandelius (Svédország)           | 2604            | ½ | 0 | 0 | ½ | ½ | 0 | ½ | X | ½ | 0  | 2,5  | 2618       |
| 9  | Li Csao (Kína)                         | 2633            | 0 | 0 | 0 | 0 | ½ | 0 | 1 | ½ | X | ½  | 2,5  | 2606       |
| 10 | Pavlo Eljanov (Ukrajna)                | 2679            | 0 | 0 | 0 | 0 | ½ | 0 | ½ | 1 | ½ | X  | 2,5  | 2605       |

#### A klasszikus verseny
| H. | Versenyző                              | Villáms. Élő-p. | 1 | 2 | 3 | 4 | 5 | 6 | 7 | 8 | 9 | 10 | Pont | Telj. ért. |
| -- | -------------------------------------- | --------------- | - | - | - | - | - | - | - | - | - | -- | ---- | ---------- |
| 1  | Magnus Carlsen (Norvégia)              | 2851            | X | 0 | ½ | ½ | 1 | ½ | 1 | ½ | 1 | 1  | 6    |            |
| 2  | Levon Aronján (Örményország)           | 2784            | 1 | X | ½ | ½ | ½ | ½ | ½ | ½ | 1 | ½  | 5,5  |            |
| 3  | Maxime Vachier-Lagrave (Franciaország) | 2788            | ½ | ½ | X | ½ | ½ | ½ | ½ | 1 | ½ | ½  | 5    |            |
| 4  | Veszelin Topalov (Bulgária)            | 2754            | ½ | ½ | ½ | X | ½ | ½ | ½ | ½ | ½ | 1  | 5    |            |
| 5  | Vlagyimir Kramnyik (Oroszország)       | 2801            | 0 | ½ | ½ | ½ | X | ½ | 1 | ½ | ½ | 1  | 5    |            |
| 6  | Li Csao (Kína)                         | 2755            | ½ | ½ | ½ | ½ | ½ | X | 0 | ½ | 1 | ½  | 4.5  |            |
| 7  | Pendjála Harikrisna (India)            | 2763            | 0 | ½ | ½ | ½ | 0 | 1 | X | 1 | ½ | ½  | 4.5  |            |
| 8  | Anish Giri (Hollandia)                 | 2790            | ½ | ½ | 0 | ½ | ½ | ½ | 0 | X | 1 | ½  | 4    |            |
| 9  | Pavlo Eljanov (Ukrajna)                | 2765            | 0 | 0 | ½ | ½ | ½ | 0 | ½ | 0 | X | 1  | 3    |            |
| 10 | Nils Grandelius (Svédország)           | 2649            | 0 | ½ | ½ | 0 | 0 | ½ | ½ | ½ | 0 | X  | 2.5  |            |

### 2017-es Norway Chess
Az ötödik Norway Chess tornát 2017. június 6−16. között rendezték meg. A versenyen a világranglista első tízenkét helyezettje közül tízen vettek részt. 2797-es átlagos Élő-pontszáma alapján a 2017-es év legerősebb, és minden idők harmadik legerősebb versenye volt.

#### A villámverseny
A villámverseny tétje ebben az évben is az volt, hogy az első öt helyezett egy alkalommal többször játszhatott világossal a klasszikus időbeosztású versenyen. Az első helyet két pont előnnyel Magnus Carlsen szerezte meg. A végeredmény:
1. Magnus Carlsen – 7½/9
2. Nakamura Hikaru – 5½/9
3. Levon Aronján – 5½/9
4. Maxime Vachier-Lagrave – 5/9
5. Vlagyimir Kramnyik – 4½/9
6. Szergej Karjakin – 4½/9
7. Visuvanádan Ánand – 4/9
8. Wesley So – 4/9
9. Fabiano Caruana – 3/9
10.Anish Giri – 1½/9

#### A klasszikus verseny
| H. | Versenyző                              | Villáms. Élő-p. | 1 | 2 | 3 | 4 | 5 | 6 | 7 | 8 | 9 | 10 | Pont | Telj. ért. |
| -- | -------------------------------------- | --------------- | - | - | - | - | - | - | - | - | - | -- | ---- | ---------- |
| 1  | Levon Aronján (Örményország)           | 2793            | X | ½ | 1 | ½ | ½ | ½ | ½ | ½ | 1 | 1  | 6    | 2918       |
| 2  | Nakamura Hikaru (Egyesült Államok)     | 2785            | ½ | X | ½ | 0 | ½ | 1 | 1 | ½ | ½ | ½  | 5    | 2837       |
| 3  | Vlagyimir Kramnyik (Oroszország)       | 2808            | 0 | ½ | X | ½ | ½ | 1 | 0 | 1 | 1 | ½  | 5    | 2834       |
| 4  | Fabiano Caruana (Egyesült Államok)     | 2808            | ½ | 1 | ½ | X | ½ | ½ | ½ | 0 | ½ | ½  | 4,5  | 2796       |
| 5  | Wesley So (Egyesült Államok)           | 2812            | ½ | ½ | ½ | ½ | X | ½ | ½ | ½ | ½ | ½  | 4,5  | 2796       |
| 6  | Anish Giri (Hollandia)                 | 2771            | ½ | 0 | 0 | ½ | ½ | X | 1 | 1 | ½ | ½  | 4,5  | 2800       |
| 7  | Maxime Vachier-Lagrave (Franciaország) | 2796            | ½ | 0 | 1 | ½ | ½ | 0 | X | ½ | ½ | ½  | 4    | 2759       |
| 8  | Visuvanádan Ánand (India)              | 2786            | ½ | ½ | 0 | 1 | ½ | 0 | ½ | X | ½ | ½  | 4    | 2760       |
| 9  | Magnus Carlsen (Norvégia)              | 2832            | 0 | ½ | 0 | ½ | ½ | ½ | ½ | ½ | X | 1  | 4    | 2755       |
| 10 | Szergej Karjakin (Oroszország)         | 2781            | 0 | ½ | ½ | ½ | ½ | ½ | ½ | ½ | 0 | X  | 3.5  | 2721       |